# Orient Express (автомобиль)

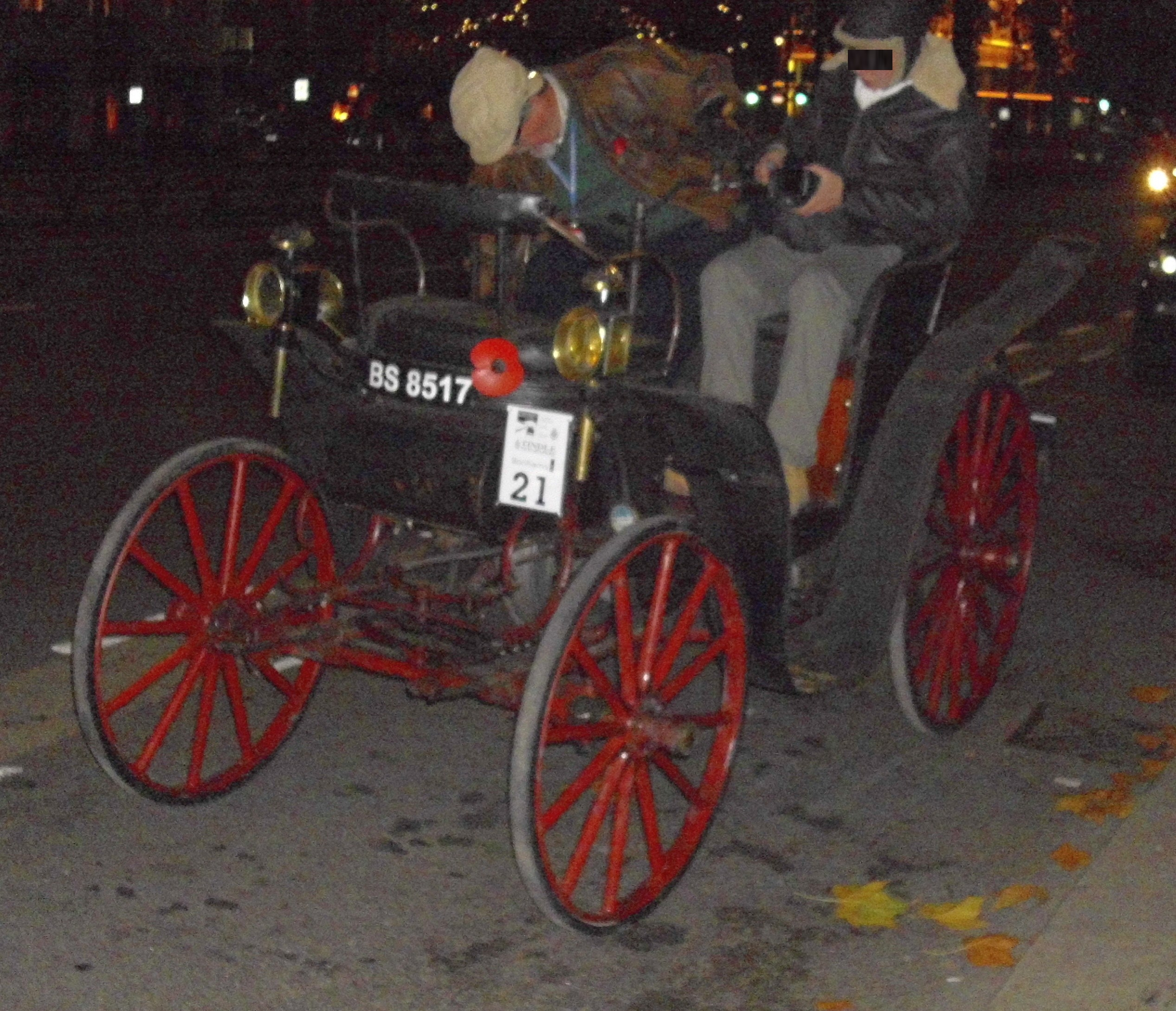
Orient Express 1898 года на автопробеге раритетных автомобилей Лондон-Брайтон (2011)

Orient Express — автомобиль, производившийся компанией Теодора Брегманна Bergmann's Industriewerke в Гаггенау с 1895 по 1903 год.
Orient Express имел схожий дизайн с конструкцией автомобиля Карла Бенца Benz Velo. Первые модели имели двухместный кузов фаэтон. Оснащался одноцилиндровым двигателем, объёмом 1800 см³, мощностью в 3 лошадиные силы,  размещённым в задней части автомобиля. Более поздние модели оснащались двигателем в 4 лошадиные силы. Автомобиль имел заднюю ведущую ось. Диаметр передних колес был меньше задних.
Автомобили Orient Express различных годов выпуска периодически принимают участие в автопробегах раритетных автомобилей Лондон-Брайтон.